# 安徽嗜眼吸虫
安徽嗜眼吸虫（学名：Philophthalmus anhweiensis）为嗜眼科嗜眼属的动物。在中国大陆，分布于安徽芜湖等地，营寄生生活，终末宿主家鹅以及寄生在眼结膜囊内。该物种的模式产地在安徽芜湖。